# Coprinus bellulus
Coprinus bellulus är en svampart som beskrevs av Uljé 1988. Coprinus bellulus ingår i släktet Coprinus och familjen Agaricaceae.  Artens status i Sverige är: Ej påträffad. Inga underarter finns listade i Catalogue of Life.